# بوابة أطفال

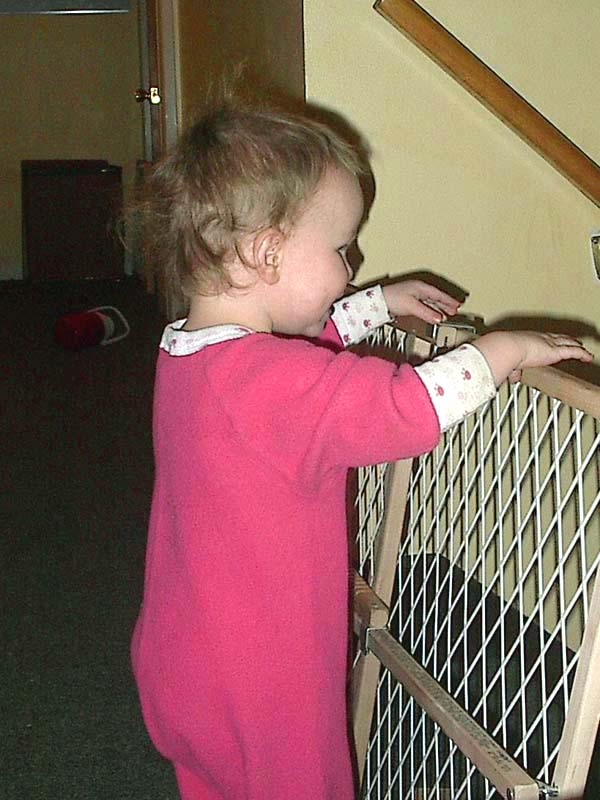
طفل يحدق في بوابة الأطفال

بوابة الأطفال أو بوابة سلامة الأطفال عبارة عن حاجز مصمم لمنع الأطفال الصغار من الوصول إلى مناطق معينة في المنزل يمكن أن يصبحوا غير آمنين بها، مثل الدرج والمطابخ. وغالبًا يتم عمل بوابات الأطفال من المعدن و/أو البلاستيك و/أو الخشب، ويمكن فردها لكي تتناسب مع عرض أي بوابة. ويمكن أن يتم تصميمها من أجل استخدامها داخل المنازل أو خارجها، ويمكن أن يتم تركيبها في مكانها بصفة دائمة أو يمكن أن تكون قابلة للإزالة. وغالبًا ما يتم تثبيت البوابات القابلة للإزالة في مكانها من خلال الضغط بين الجدران على كلا الجانبين. ويجب ألا يتم استخدام البوابات القابلة للإزالة في أعلى الدرج، لأن الطفل يمكن أن يزيح البوابة من مكانها. كما يتم استخدام بوابات الأطفال بشكل متكرر كذلك للسيطرة على الحيوانات الأليفة، خصوصًا تلك المستأنسة. ويجب ألا يتم استخدام بوابات الحيوانات كبوابات للأطفال، لأنها قد لا تفي بالمعايير التطوعية الخاصة ببوابات الأطفال.

## وصلات خارجية
- International Association for Child Safety
- ASTM F1004-04 – Standard Consumer Safety Specification for Expansion Gates and Expandable Enclosures
- Patent for an improvement to the baby gate
- Baby Gate Specialists